# Hanuš Polak
Hanuš Polak (* 8. Januar 1925 in Prag, Tschechoslowakei; † 5. August 2016 in Wien) war ein tschechisch-österreichischer Kameramann bei Film und Fernsehen.

## Leben und Wirken
Hanuš Polak war der Sohn eines Prager Tuchhändlers, der wollte, dass sein Sohn den Arztberuf ergreift. Daraufhin richtete er für den 16-jährigen Hanuš ein Medizinlabor ein, in dem vom Junior Tuberkulose-Bazillen gezüchtet und Herzoperationen an Fröschen durchgeführt wurden. Hanuš entwickelte jedoch bald sehr viel mehr Interesse für die zweite Passion des Vaters: Dessen Begeisterung für den Film. Polak senior besaß ein eigenes Fotolabor und Filmkameras. Kurz nach Ende des Zweiten Weltkriegs begann der begeisterte Motorradfahrer Hanuš Polak bei Motorradrennen Fotos für Fachzeitschriften zu machen und wechselte schließlich zur tschechischen Wochenschau, für die er einzelne, kurze Filmbeiträge herstellte. Bei der Etablierung eines tschechoslowakischen Staatsfernsehens Mitte der 1950er Jahre war Hanuš Polak als Gründungsmitglied dabei. Nebenbei ließ er sich professionell im Sektor Kamera an der staatlichen Prager Filmakademie FAMU ausbilden.
Bis 1968 hat er für das tschechoslowakische Fernsehen als Kameramann zahlreiche Dokumentationen, Fernsehserien und abendfüllende Filme mit Spielhandlung gedreht und erhielt dafür mehrere Auszeichnungen. Während der Niederschlagung des Prager Frühlings im August 1968 stellte Polak heimlich Bildmaterial her, das er ausländischen Medien zukommen ließ. Dadurch geriet er rasch in den Fokus der neuen, stalinistisch-kommunistischen Herren, sodass er unmittelbar darauf über die damals noch nicht geschlossene Grenze nach Österreich fliehen musste. Nach einem kurzen Zwischenaufenthalt in San Francisco ließ sich Polak 1969 endgültig in Wien nieder.
Polak stand in der Folgezeit bei einer beträchtlichen Anzahl von sehr unterschiedlichen Produktionen hinter der Kamera: bei Dokumentar- wie bei Spielfilmen, bei Fernsehserien wie bei Kinoproduktionen, bei Experimental- wie bei konventionellen Unterhaltungsfilmen. Dabei kam es zu Zusammenarbeiten mit so unterschiedlichen Filmemachern wie etwa Heide Pils, Hannes Rossacher, Kitty Kino, Niki List, Peter Sämann und immer wieder Walter Bannert. Für den US-Amerikaner Paul Morrissey fotografierte Hanuš Polak 1985 in Wien den Kinofilm Beethoven. Bald wurde Polak auch vom deutschen Fernsehen verpflichtet und machte sich dort vor allem einen Namen mit Serien, in denen die bayerischen Lokalmatadore Ottfried Fischer (Der Bulle von Tölz) und Wolfgang Fierek (Ein Bayer auf Rügen) die Hauptrollen spielten. Seine letzte große Arbeit war zu Beginn des neuen Jahrtausends die ARD/ORF-Serie Julia – Eine ungewöhnliche Frau mit Österreichs Fernsehstar Christiane Hörbiger in der Haupt- bzw. Titelrolle.
Hanuš Polak hatte 1976 auch eine entscheidende Rolle bei der Gründung des Verbandes Österreichischer Kameraleute (AAC) gespielt. Für seine Leistungen, die er dort brachte, erhielt der Wahl-Österreicher 2012 die Ehrenmitgliedschaft des AAC. Polaks gleichnamiger Sohn (* 1959) arbeitet als 1. Regieassistent auch beim Film.

## Filmografie (Auswahl)
- 1980: A Culpa
- 1981: Was kostet der Sieg?
- 1982: Die Erben
- 1984: Herzklopfen
- 1985: Morgengrauen
- 1985: Beethoven (Le neveu de Beethoven)
- 1986: Nachtmeerfahrt
- 1987: Eis am Stiel 7 – Verliebte Jungs
- 1989: Gummibärchen küßt man nicht
- 1990: Ach, Boris …
- 1993: Ein Bayer auf Rügen (TV-Serie)
- 1996–1999: Der Bulle von Tölz (TV-Serie)
- 2000: Tatort: Nichts mehr im Griff
- 2000–2001: Vater wider Willen (TV-Serie)
- 2000–2002: Julia – Eine ungewöhnliche Frau